# Neue Rundschau

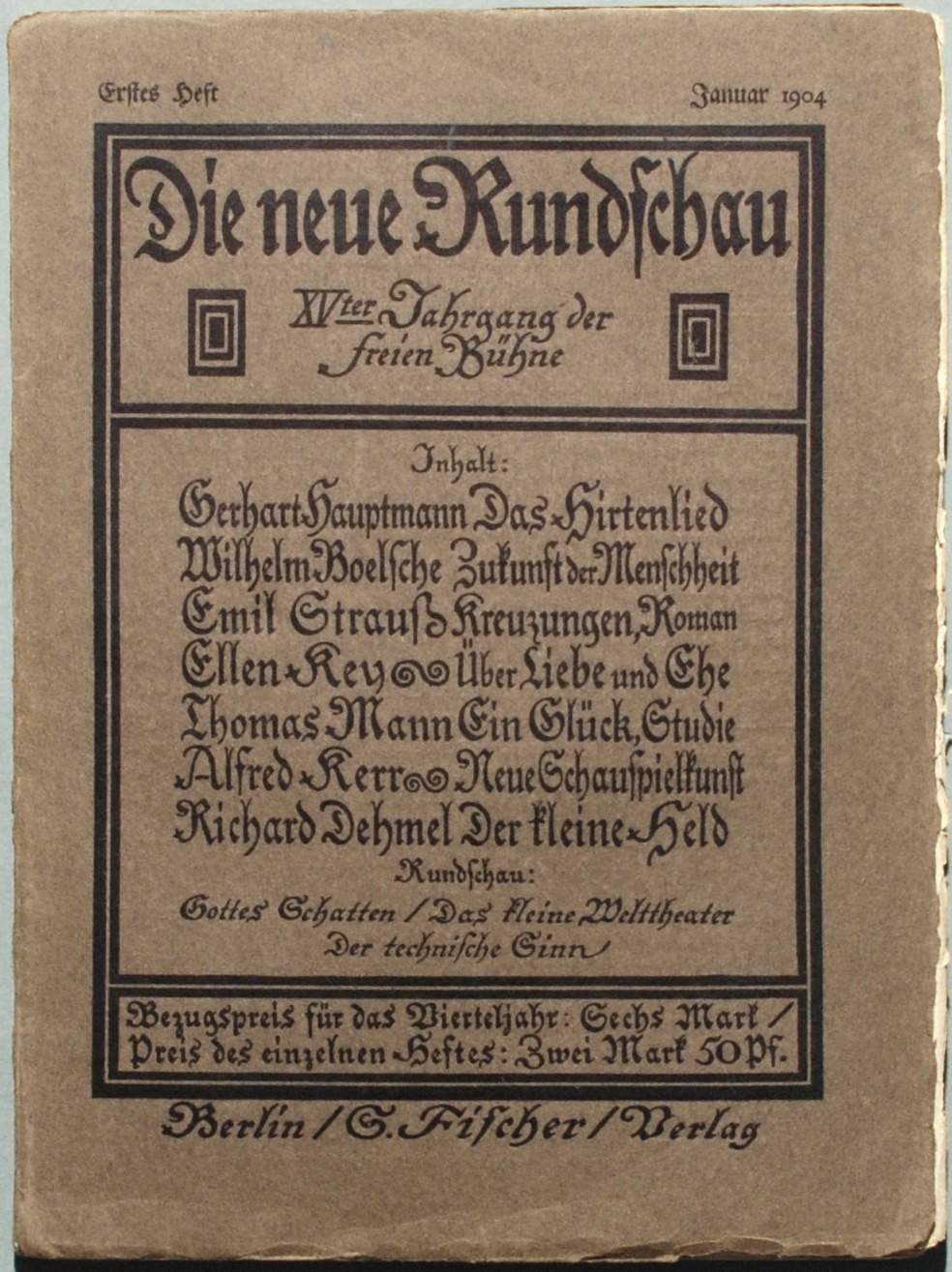
Copertina e prima pagina del Die neue Rundschau, anno XV, n. 1, gennaio 1904

Neue Rundschau è una rivista letteraria tedesca fondata in Germania nel 1880 da Otto Brahm e Samuel Fischer col titolo Freie Bühne für modernes Leben (in italiano: "Palcoscenico libero per la vita moderna") . Sebbene sia pubblicata pressoché ininterrottamente da circa 130 anni, se si eccettua una breve interruzione fra il 1944 e il 1945, ha cambiato più volte nome:
- Freie Bühne für modernes Leben (1890–1891)
- Freie Bühne für den Entwicklungskampf der Zeit (1892–1893)
- Neue Deutsche Rundschau (1894–1903)
- Die neue Rundschau (1904–1995)
- Neue Rundschau (1996–continua)

## Storia
La rivista fu fondata dal critico teatrale Otto Brahm e dall'editore Samuel Fischer nel 1890  col titolo Freie Bühne für modernes Leben. Il nome "Die Freie Bühne" era quello di un teatro d’avanguardia di indirizzo naturalista fondato nel 1889 a Berlino sul modello del "Théâtre Libre" di André Antoine e diretto dallo stesso Brahm. La nuova rivista, a periodicità settimanale, si interessava infatti innanzitutto al teatro. Nel 1892 fu ribattezzata Freie Bühne für den Entwickelungskampf der Zeit, la periodicità divenne mensile e i contenuti furono resi più popolari. Nel 1893 cambiò nuovamente nome (assunse quello di Die neue Rundschau) e direzione, assunta da Otto Julius Bierbaum; ma, per divergenze con l'editore, Bierbaum lasciò la direzione dopo soli quattro mesi. 
Divenne direttore Oskar Bie il quale rimase in carica fino al 1922. Nel 1904 venne ribattezzata Die neue Rundschau. La rivista divenne uno degli organi più importanti per la diffusione di opere letterarie in lingua tedesca. Collaborarono infatti alla rivista la maggior parte dei letterati afferenti alla casa editrice S. Fischer-Verlag: fra gli altri Alfred Kerr, Robert Musil, Thomas Mann, Alfred Döblin, Franz Kafka, Hugo von Hofmannsthal, Gerhart Hauptmann, Arthur Schnitzler.
Nel 1922 Rudolf Kayser subentrò a Bie nella direzione, seguito nel 1932 da Peter Suhrkamp, nuovo direttore anche della casa editrice. La rivista fu soppressa dalla regime nazista nel 1944. Ma le pubblicazioni ripresero poco dopo a Stoccolma ad opera dell'editore Gottfried Bermann Fischer.